# Foum Jemaa
Foum Jemaa (en àrab فم الجمعة, Fum al-Jumʿa; en amazic ⴼⵯⵎⵎ ⵊⵎⵄⴰ) és una comuna rural de la província d'Azilal, a la regió de Béni Mellal-Khénifra, al Marroc. Segons el cens de 2014 tenia una població total de 9.873 persones.